# 蓋恩斯 (密西根州)
蓋恩斯（英語：Gaines）是位於美國密歇根州傑納西縣的一個村。

## 人口
根據2020年美國人口普查的數據，蓋恩斯的面積為0.97平方千米，當中陸地面積為0.97平方千米，而水域面積為0.00平方千米。當地共有人口377人，而人口密度為每平方千米388人。